# Licinije Cezar
Licinije Cezar (latinski: Valerius Licinianus Licinius) poznat kao i Licinije II. Bio je sin rimskog cara Licinija te njegov suvladar u rasponu od 317. do 324. s naslovom cezara. Majka mu je bila Flavija Julija Konstancija, polusestra od Konstantina Velikog. Nakon što mu je otac poražen od Konstantina, Licinije dolazi u Konstantinovo zarobljeništvo te tu umire.